# Sweet Sacrifice
"Sweet Sacrifice" é uma canção da banda de metal alternativo americana Evanescence. Foi lançada em 25 de maio de 2007 como o terceiro single do álbum The Open Door. A vocalista Amy Lee juntamente com o guitarrista Terry Balsamo são os compositores da canção, além de Dave Fortman como produtor. "All That I'm Living For" foi inicialmente planejada para ser o terceiro single, como foi anunciado em concertos ao vivo e pela Internet. No entanto, a pedidos de fãs da banda, a gravadora Wind-up reconsiderou a sua liberação e anunciou que "Sweet Sacrifice" seria o novo single. Amy Lee declarou que a canção era sobre a relação abusiva que inspirou todas as músicas do primeiro álbum, Fallen (2003).
"Sweet Sacrifice" é uma canção de rock com um andamento moderado. Diversos críticos encontraram elementos nas letras que faziam referência ao ex-guitarrista da banda, Ben Moody. Após o seu lançamento, "Sweet Sacrifice" recebeu críticas em sua maioria positivas, muitos consideraram a canção como um destaque no álbum, além de elogiarem os vocais de Lee, que alguns descreveram como "assustador". Embora não tenha entrado em muitas paradas musicais como outros singles da banda, "Sweet Sacrifice" foi indicado na categoria de "Melhor Performance de Hard Rock" na 50.ª edição do Grammy Awards em 2008. Um videoclipe para a canção, dirigido por Paul R. Brown, foi filmado na Califórnia entre os dias 9 e 10 de março de 2007; continha principalmente cenas de performances ao vivo, além de uma grande semelhança com o filme The Cell (2000). "Sweet Sacrifice" também foi adicionada na setlist da turnê The Open Door Tour, e em alguns concertos de Evanescence Tour.

## Antecedentes
"Sweet Sacrifice" foi escrita por Amy Lee e Terry Balsamo, enquanto a produção foi realizada por Dave Fortman. Foi gravada em Record Plant Studios em Los Angeles e mixada por Dave Fortman no Ocean Way Studios. A programação foi feita pelo DJ Lethal. Falando sobre The Open Door, Lee disse que muitas pessoas esperavam que as novas músicas do álbum fossem semelhantes a "My Immortal" (2003), antes de adicionar "Weight of the World", "Sweet Sacrifice" e "All That I'm Living For", são tão incríveis para mim por causa da adrenalina. Especialmente quando as tocamos ao vivo." Ela revelou ainda a inspiração por trás da música:

É a uma música do álbum The Open Door sobre o mesmo relacionamento abusivo que foi a fonte de todas as músicas do Fallen. Era apropriado colocar esta música no início, mas ela vem de um ponto de vista muito mais forte do que o Fallen. Não está dizendo: "Estou preso com medo e esperando alguém me salvar". Está dizendo: "O medo está em nossas mentes ... já não estou com medo".

A banda anunciou em concertos ao vivo e on-line que o terceiro single do The Open Door seria "All That I'm Living For", no entanto, devido aos pedidos da banda e da reação dos fãs, a gravadora Wind-up anunciou que "Sweet Sacrifice", seria o terceiro single do álbum. O single original foi lançado na Alemanha em 25 de maio de 2007, com uma versão básica e premium. Em outros lugares, foi programado para um lançamento em 8 de maio de 2007, através da Amazon.com, mas foi posteriormente cancelado.

## Composição
|                                                                                             |  |  |
| Vários críticos afirmaram que Amy Lee ( esquerda ) escreveu a música para Ben Moody (foto). |  |  |

De acordo com a partitura publicada no site Musicnotes.com, por Alfred Music Publishing, "Sweet Sacrifice" é uma música de metal alternativo e  metal gótico, ambientada em tempo comum e realizada em ritmo moderado de 96 batimentos por minuto. Está escrito na nota de F # menor e os vocais de Lee possui o alcance na música, a partir da nota musical de Lá, para Sol. De acordo com o Ed Thompson da IGN, Lee canta as partes: "É verdade que somos todos um pouco insanos/Mas é tão claro agora que estou desencadeada", com sua "voz de assombração". Alguns críticos encontraram, partes mais obscuras, como: "Eu sonho na escuridão, eu durmo para morrer, apague o silêncio, apague a minha vida, nossas cinzas ardentes, escurecem o dia, um mundo do nada, expulsa-me", acompanhado de "guitarras ruidosas" e uma seção de corda. Um escritor do site Sputnikmusic, encontrou semelhanças entre as músicas do Fallen e "Sweet Sacrifice". O tema principal da música é a superação de uma relação abusiva. Jordan Reimer, do The Daily Princetonian, concluiu que Lee canta as partes "Você sabe que vive para me quebrar" e "Você ainda está fraco demais para sobreviver aos seus erros?", Para o antigo guitarrista do Evanescence, Ben Moody. Isso foi de alguma forma dita por Rob Sheffield da Rolling Stone, que disse que a parte da letra: "Um dia eu vou esquecer seu nome/E um doce dia, você vai se afogar na minha dor perdida", são voltadas para Moody.

## Recepção crítica
Bill Lamb do About.com, colocou a música em sua lista de "Top Tracks" de The Open Door, ao lado de "Lacrymosa", "Call Me When You're Sober", "Your Star" e "Good Enough". Ao revisar The Open Door, Ed Thompson do IGN, destacou a música como a "melhor faixa" do álbum e a colocou-a em sua lista "Download Definitivos". Richard Harrington, do The Washington Post, escreveu que "não há escassez de rocks dinâmicos, em "The Open Door ", incluindo "Sweet Sacrifice", entre outros. Brendan Butler, do Cinema Blend, concluiu que "Call Me When You're Sober e "Sweet Sacrifice" foram as únicas músicas "amigáveis para tocar no rádio" do álbum, antes de acrescentar que "essas são as únicas músicas que não diminuem a sonoridade, depois de um minuto".
Sara Berry do St. Louis Post-Dispatch escreveu que "a faixa de abertura do CD, "Sweet Sacrifice", apresenta linhas inquietantes como "eu sonho na escuridão/eu sonho para morrer /apague o silêncio/apague a minha vida". A letra é perfeita para o curso nesta programação, de composições esmagadoramente melancólicas. Ainda assim, é uma música bem executada e é uma trilha sonora ideal, para os momentos mais saudáveis da vida". Jon Dolan da revista Entertainment Weekly, encontrou a música para ser uma "Lamentação de uma separação, que se transforma em um hino da liberdade". Dando à música uma crítica negativa, Alex Nun, da musicOMH, escreveu que "Sweet Sacrifice" era "uma tentativa turgente de recuperar as glórias passadas, os riffs ouvidos antes e chocantemente os vocais médios, que agem como uma bofetada de peixe molhado proverbial". A canção foi nomeada a categoria de Melhor Desempenho de Hard Rock no 50º Grammy Awards.

## Videoclipe
Um videoclipe dirigido por Paul R. Brown foi filmado em Burbank, Califórnia, entre 9 de março e 10 de março de 2007. O clipe vazou na Internet em 4 de abril de 2007, depois de estar disponível brevemente para download digital na iTunes Store. Inicialmente estreou no Yahoo! Music, em 5 de abril. O clipe foi comparado com o filme de suspense psicológico dirigido por Tarsem Singh, The Cell (2000). Lee disse que a principal inspiração é "como se estivéssemos nas paredes de nossas mentes, tipo de". Durante uma entrevista para a MTV News, ela revelou ainda o conceito do vídeo: "É principalmente uma performance ao vivo. Não é tanto espalhafatoso, com voos, truques e lobos, essas coisas. É mais real, é sobre a música e isso é único para nós . Normalmente fazemos coisas loucas. Será uma espécie de vídeo no vídeo. Uma vez que a música é nosso single mais pesado, nós realmente queremos nos concentrar principalmente na performance, mas ainda temos algo sobre isso realmente único. O vídeo começa com Lee deitada em um sofá e, à medida que a música progride, ela começa a cantar as letras: "É verdade, estamos todos um pouco insanos, Mas está tudo tão claro, agora que estou livre. Ela usa maquiagem e vestido vermelho. Mais tarde, outras cenas, mostram ela em uma sala semelhante à The Cell, enquanto a banda está se apresentando em outra sala.

## Performances ao vivo e uso na mídia
"Sweet Sacrifice" fazia parte da set list estabelecida durante a segunda turnê mundial da banda The Open Door (2006). Algumas das apresentações incluíram em The Great Saltair em Saltair, Utah, em 25 de outubro de 2006, e em 4 de abril de 2007, no Dunkin' Donuts Center em Providence, Rhode Island. Mais tarde, foi tocada ao vivo no Sydney Entertainment Centre em Sydney, Austrália, em 29 de março de 2012. A música é usada no filme Smokin Aces 2: Assassins' Ball.

## Faixas
Foram lançadas duas versões diferentes do single, ambas contém na capa, fotos tiradas por Amy V. Cooper.
CD Maxi Básico (Parte 1)
- "Sweet Sacrifice" (versão do álbum) - 3:05
- "Weight of the World" (ao vivo em Tóquio) - 3:44

CD Maxi Premium (Parte 2)
- "Sweet Sacrifice" (versão do álbum) - 3:05
- "Weight of the World" (ao vivo em Tóquio) - 3:44
- "Sweet Sacrifice" (versão da rádio) - 3:03
- Entrevista com Amy Lee e John LeCompt* - 5:07

Nota
(*) A entrevista foi gravada para a AOL Music at SonyBMG Studios em Nova York em 3 de agosto de 2006. Ela cita o processo criativo da criação do álbum The Open Door, assim como as opiniões musicais de Lee e LeCompt.

## Créditos
Os créditos foram adaptados do encarte do álbum The Open Door.